# Éionée (père de Dia)
Pour les articles homonymes, voir Déionée.
Dans la mythologie grecque, Déionée (Δηιονεύς / Dêioneús) ou Éionée (Ηιονεύς / Êioneús) est le père de Dia, l’épouse d’Ixion.
En lui demandant la main de sa fille, Ixion lui fit de grandes promesses. Mais lorsque Déionée vint réclamer les présents convenus, son gendre refusa et Déionée s’empara alors de ses chevaux. Ixion invita son beau-père auprès de lui en lui annonçant qu'il se soumettrait à tout, mais sitôt Déionée arrivé, il le précipita traitreusement dans une fosse de charbons ardents. L’horreur de ce crime, à la fois parjure et meurtre sur un membre de sa famille, fut telle que nul ne consentit à le purifier, jusqu’à ce que Zeus lui-même le réhabilitât

## Sources
- Scholies à Apollonios de Rhodes, III, v. 62.
- Diodore de Sicile, Bibliothèque historique [détail des éditions] [lire en ligne] (IV, 69, 3).
- Scholies à l’Iliade, I, v. 268.
- Scholies à Pindare, Pythiques, II, 39.